# Авельянеда (Буэнос-Айрес)
Авельяне́да [ А в е л ь я н э́ д а ] (исп. Avellaneda) — город в Аргентине, в провинции Буэнос-Айрес. Входит в состав агломерации Большого Буэнос-Айреса. Порт. По данным переписи 2010 года в городе проживает 343 тыс. жителей.
В Авельянеде расположены два гранда аргентинского клубного футбола — «Индепендьенте» и «Расинг».

## Особенности транскрипции
В аргентинском варианте испанского языка двойная ll (Avellaneda) — элье — в основном произносится как «ж» (Авежанеда), однако в российской традиции принято использование классического испанского языка. В частности, на картах Роскартографии указано название «Авельянеда».

## История

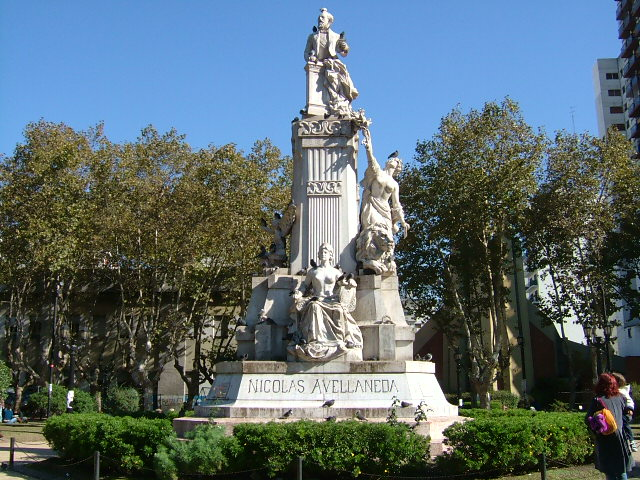
Памятник Николасу Авельянеде на площади Альсина.

Начало освоения региона неразрывно связано с основанием в 1620 году Буэнос-Айреса. В 1731 году в районе современного порта Авельянеды были построены несколько зданий и хижин. Поселение было названо Пуэрто-дель-Риачуэло, по названию реки Риачуэло, отделяющей ныне город от столицы страны.
В 1784 году земли к востоку от Буэнос-Айреса были административно поделены между муниципалитетами Сан-Висенте, Магдалена и Кильмес. К последнему стали относиться территории современной Авельянеды. В 1817 году здесь была построена первая часовня.
7 апреля 1852 года решением провинциального правительства была официально образована деревня Барракас-аль-Сур. Статус города она получила 23 октября 1895 года. 11 января 1904 года Барракас-аль-Сур был переименован в честь 8-го президента Аргентины Николаса Авельянеды.

## Экономика
С 1930-х годов город активно развивался, чему способствовало его географическое положение и статус порта. Связан со столицей Аргентины множеством мостов, построенных на реке Риачуэло. Авельянеда также — крупный железнодорожный центр страны.
Население города почти не меняется с 1960-х годов. Его основу составляют работники предприятий пищевой индустрии, текстильных фабрик, металлурги, рабочие портовых доков и оптовых рынков.

## Образование, культура и спорт
В Авельянеде расположены 5 театров, включая знаменитый на национальном уровне Театр Рома (исп. Teatro Roma) и 7 институтов.
Авельянеда — один из главных футбольных центров Аргентины. Здесь базируются два из пяти традиционных грандов аргентинского футбола — «Индепендьенте» и «Расинг» (в пятёрку также входят клубы из Буэнос-Айреса — «Бока Хуниорс», «Ривер Плейт» и «Сан-Лоренсо»). Их стадионы — Кордеро и Хуан Доминго Перон соответственно, — расположены в нескольких сотнях метров друг от друга. В пригороде Авельянеды, Саранди, базируется ещё один клуб элитного дивизиона чемпионата Аргентины — «Арсенал».
Здесь есть отделение Национального технологического университета Аргентины.

## Галерея

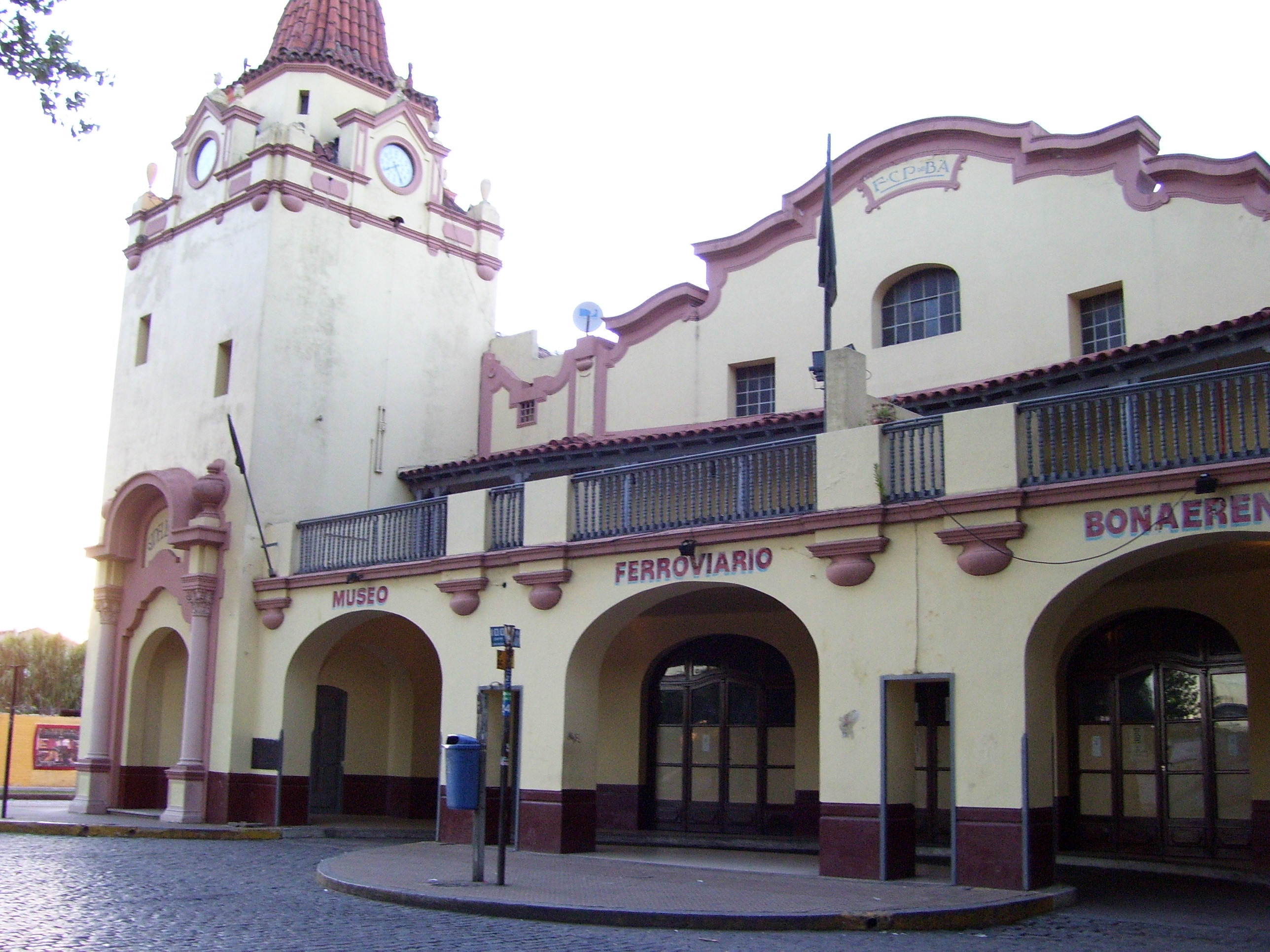
Железнодорожный музей
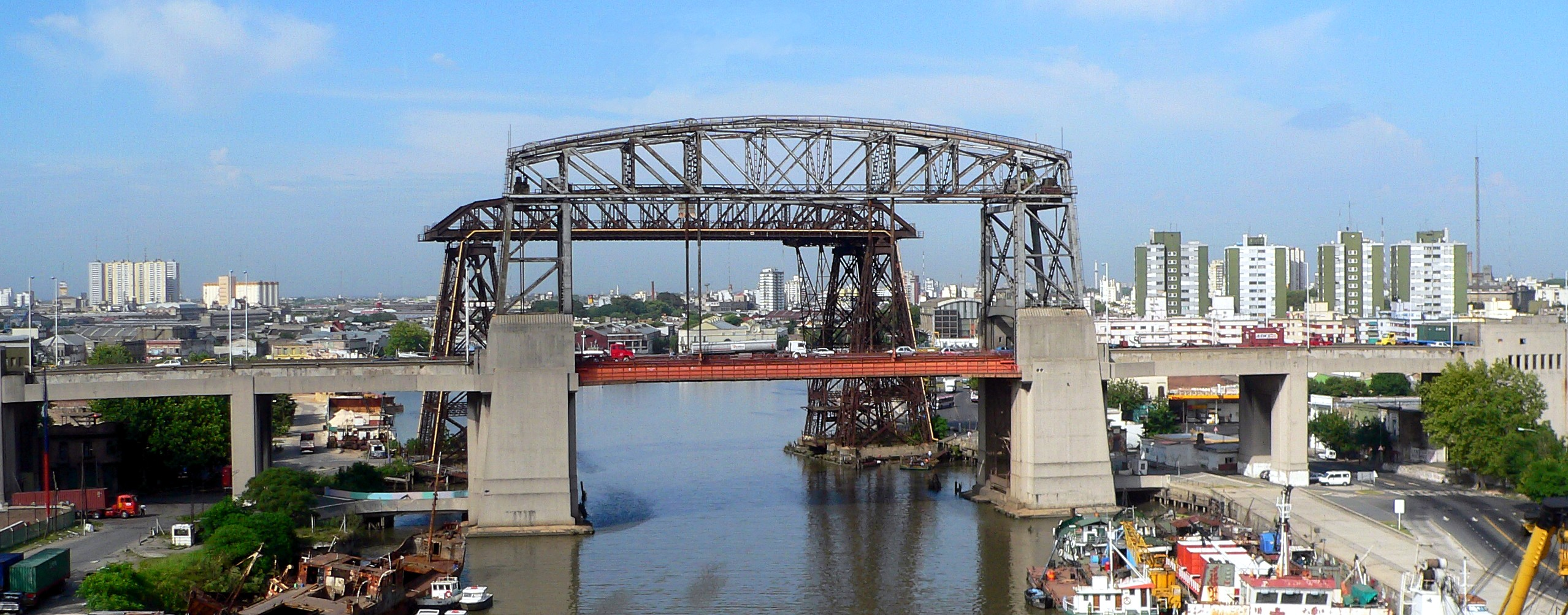
Мост Николаса Авельянеды
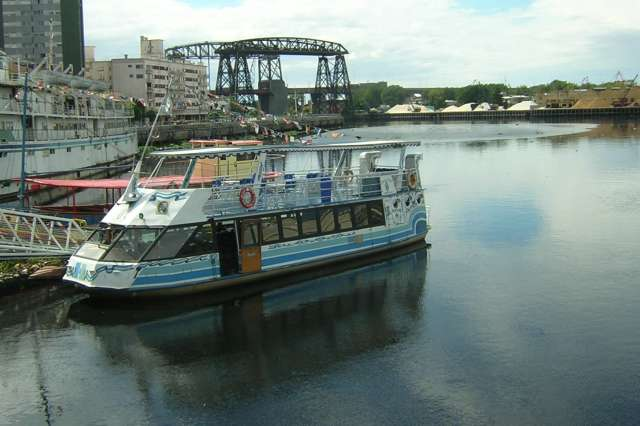
Причалы Авельянеды
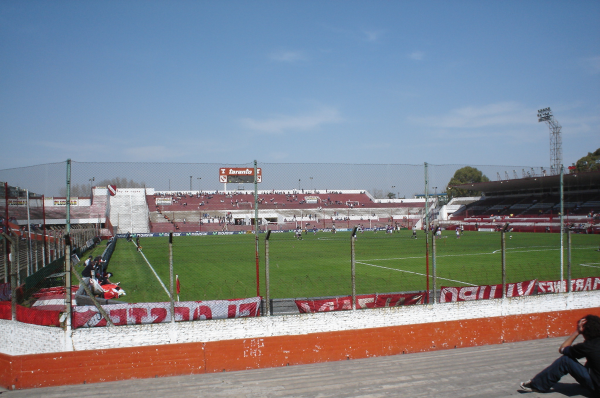
Стадион Либертадорес де Америка (Кордеро), принадлежащий «Индепендьенте»
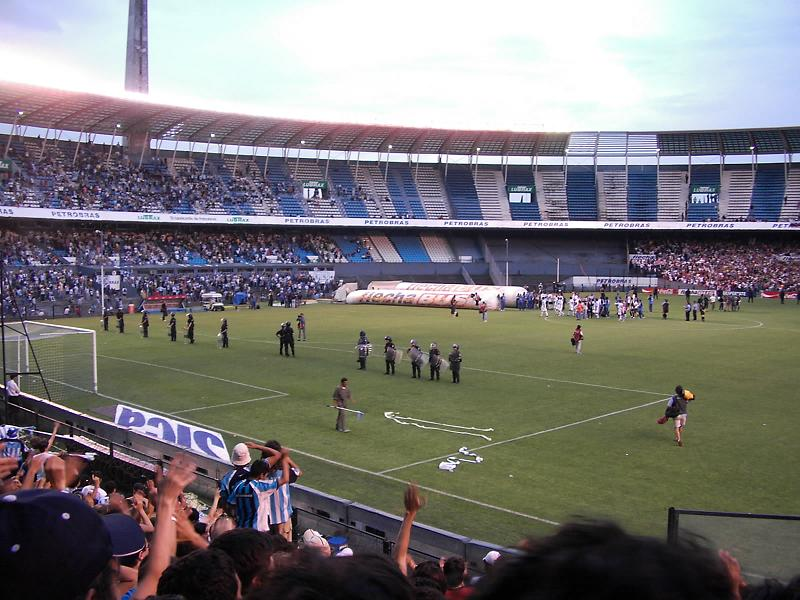
Стадион Хуан Доминго Перон (Эль-Силиндро), принадлежащий «Расингу»